# Miss Movin' On
«Miss Movin' On» es el primer sencillo del grupo femenino Fifth Harmony perteneciente a su primer EP, Better Together, lanzado el 22 de octubre de 2013. Es su primer sencillo tras acabar en el tercer lugar de la segunda temporada del reality show estadounidense The X Factor y firmar un contrato discográfico con Syco Music y Epic Records.

## Antecedentes
El principal productor del álbum de Fifth Harmony, Julian Bunetta, dijo en Twitter que se publicarían dos sencillos en junio de 2013, lo que provocó numerosas tendencias globales en Twitter hechas por los fanes y seguidores del grupo. El 4 de junio de 2013, Fifth Harmony anuncio en Twitter que muy pronto habría un anuncio relacionado con el sencillo. El 7 de junio de 2013 dieron a conocer que sería titulado Miss Movin' On a través de un vídeo de Vine. Luego, los fanes del grupo hicieron tendencia global en Twitter #WeWant5HMissMovinOn por lo que Fifth Harmony dio a conocer un avance de la canción. Cabe destacar que unos meses atrás se rumoreaba que el primer sencillo se llamaría Miss Movin' On.
Este sencillo obtuvo certificación oro en Venezuela por la AVINPRO

## Lanzamiento
En la noche del 15 de junio, después de su estreno en Saturday Night Online, publicaron un video de audio con la canción completa a través de su cuenta oficial de VEVO. El 18 de junio de 2013 publicaron a través de la cuenta oficial de VEVO un vídeo con la letra donde se ven imágenes de las integrantes mostrando palabras de la canción. El 16 de julio de 2013 Epic Records la publicó en ITunes. 
| Región         | Fecha               | Formato          | Discográfica             |
| -------------- | ------------------- | ---------------- | ------------------------ |
| Estados Unidos | 15 de junio de 2013 | Radios           | Syco Music, Epic Records |
| Mundial        | 16 de julio de 2013 | Descarga digital | Syco Music, Epic Records |
| Estados Unidos | 6 de agosto de 2013 | Sencillo en CD   | Syco Music, Epic Records |

## Videoclip
El 15 de julio de 2013 se publicó el videoclip en la cuenta oficial de VEVO de Fifth Harmony, que cuenta cómo las chicas se divierten y siguen adelante en una feria después de cortar con sus parejas. El videoclip se grabó en San Diego, California, en la Feria Del Mar. Se convirtieron en las primeras artistas salidas de The X Factor USA que consiguen 15 millones de visitas de una canción original. El video ganó un premio MTV Video Music Award 2014 en la categoría Artist to watch.

## Recepción
Tras haber sido lanzada en iTunes debutó en el número #85 de la lista Billboard Hot 100 tras vender 37,000 copias en su primera semana lo que las convierte en las primeras concursantes de The X Factor USA en entrar en dicha lista. Semanas después alcanzó el número #83 y la siguiente subió al número #76. En iTunes consiguió el número #19 y fue número #1 de iTunes Videos. Actualmente, es elegible a certificación platino en Estados Unidos por vender más de 1 millón de copias.

### Comentarios de la crítica
Ha recibido comentarios positivos por parte de la crítica, Jessica Sager de PopCrush le dio 4.5 estrellas de 5, mientras que Christina Lee de Idolator la clasificó como explosiva. Billboard la propuso como una promesa de fun pop.

## Actuaciones en directo
El grupo cantó por primera vez la canción en televisión el 18 de julio de 2013 en The Today Show en New York. También hicieron varias versiones acústicas del sencillo en visitas promocionales a radios como KIIS FM o Radio Disney. También la cantaron en su primera gira promocional "Harmonize America" en verano de 2013, y en el "I Wish Tour" de Cher Lloyd, donde fueron teloneras. También actuaron en Fox & Friends, The Arsenio Hall Show y Live! with Kelly and Michael.

## Canciones
- Descarga digital

1. "Miss Movin' On" – 3:13

- sencillo en CD

1. "Miss Movin' On" – 3:14
2. "Me & My Girls" – 3:24

## Posicionamiento
| Listas (2013)                      | Mejor posición |
| ---------------------------------- | -------------- |
| Nueva Zelanda (Recorded Music NZ)  | 27             |
| Estados Unidos (Billboard Hot 100) | 72             |
| Estados Unidos (Mainstream Top 40) | 27             |
| Estados Unidos (Digital Songs)     | 46             |
| Estados Unidos (Heatseekers Songs) | 4              |
| Estados Unidos (Streaming Songs)   | 45             |

## Otras versiones
El 12 de julio de 2013 el grupo publicó en su cuenta de VEVO una versión de la canción en spanglish (inglés y español) para promocionarse en los países de habla hispana.